# Classe Muravej
Le unità appartenenti alla classe Muravey (progetto 133 Antares secondo la classificazione russa) sono aliscafi da pattugliamento di progetto e fabbricazione sovietica. La costruzione è avvenuta presso in Ucraina.

## Tecnica
Le classe Muravey sono unità piuttosto moderne molto veloci.

Infatti, risultano equipaggiate con due turbine a gas M70, in grado di generare una potenza di 20.000 hp. La velocità massima è nell'ordine dei 60 nodi.

L'armamento principale è costituito da un cannone da 76.2 mm calibro 59, un cannone da 30 mm, due tubi lanciasiluri ed un lanciagranate da 55 mm.
La dotazione elettronica comprende un sonar Ros'-K.

## Il servizio
Queste unità sono state costruite in Ucraina, tra il 1983 ed il 1989, presso il cantiere navale di Yuzhnaya Tochka Zavod, a Feodosia. Le loro ridotte dimensioni le rendono idonee ad operare solo nei mari interni. Infatti, vengono utilizzati solo nel Mar Nero e nel Mar Baltico.
Flotta del Mar Nero:
- P-101 Del'fin
- P-104
- P-106
- P-109
- P-110
- P-111

Flotta del Baltico:
- P-107
- P-117
- P-118